# Коваль Віра Павлівна
Віра Павлівна Коваль (нар. 4 жовтня 1917, Київ — 11 листопада 2006, Київ) — український зоолог, паразитолог, фахівець з гельмінтів риб (перш за все трематод), кандидат біологічних наук (1952), авторка понад 120 наукових праць, зокрема 11 монографій. Описала 11 нових для науки видів трематод, зокрема таких що передаються від риб людині. Входила до редакційних колегій журналів «Вестник зоологии» та «Проблемы паразитологии».

## Життєпис
У 1940 році закінчила кафедру зоології хребетних біологічного факультету Київського державного університету і відтоді все життя працювала у цьому закладі. У 1954 році захистила кандидатську дисертацію «Дигенетические трематоды рыб Днепра». Разом з відомим радянським паразитологом академіком К. І. Скрябіном була співавтором 8 монографій у серії «Трематоды животных и человека». Протягом 1970-1983 років була заступником декана з наукової роботи біологічного факультету.